# Raúl Aubel
Raúl Aubel fue un actor argentino de cine, teatro y televisión que nació en el barrio de Palermo de Buenos Aires, Argentina el 23 de junio de 1936 y falleció en la misma ciudad a raíz de un cáncer de próstata el 9 de febrero de 1997.
Aubel, de porte apuesto y rostro juvenil, comenzó a estudiar para seguir la carrera militar pero luego la abandonó. Su vinculación con el teatro se inició cuando, por acompañar a un amigo, empezó a estudiar teatro.

## Sus inicios como actor
Su debut ante el público se produjo en el teatro Candilejas en la obra Rómulo Magno, con dirección de Boyce Díaz Ulloque. Siguió con su carrera de actor vocacional en el teatro independiente, con especial dedicación hacia los textos de los autores clásicos y contemporáneos. Ya profesional, compartió con Delia Garcés y la dirección de Alberto de Zavalía la animación de la pieza La carroza del Santísimo Sacramento. Asimismo protagonizó, entre otras piezas, Un sombrero de paja de Italia y La dama del Maxim’s.
En televisión, el actor trabajó en diversos programas, entre ellos Alta comedia, El Rafa, junto a Alberto de Mendoza, Estación terminal y Juan sin nombre.
Luego de hacer en 1960 una aparición menor en Fin de fiesta, la película dirigida por Leopoldo Torre Nilsson, actuó en 1964 en Circe, de Manuel Antín, junto a Graciela Borges. En 1973 trabajó en la comedia romántica Andrea, de Carlos Rinaldi, acompañando a Andrea del Boca en tanto en 1967 se lo vio como un actor de gran fibra dramática en Contragolpe, con dirección de Alejandro Doria.
El 9 de febrero de 1997 Raúl Aubel falleció en la Clínica Bazterrica donde se encontraba internado desde unos días antes, a raíz de un cáncer de próstata que se había ramificado en todo su organismo. Tiempo atrás había salido en una portada en la revista "Semanario" donde contaba como batallaba contra este mal con un tratamiento homeopático con hansi (una droga similar a la crotoxina).
Estuvo casado con la actriz Mercedes Harris y luego con Clara Veretilne, había tenido un hijo con cada una de ellas. Sus restos fueron inhumados en el panteón de la Asociación Argentina de Actores en el cementerio de la Chacarita.

## Filmografía
- Contragolpe (1979) dir. Alejandro Doria
- Tú me enloqueces (1976) dir. Roberto Sánchez (Sandro)
- Andrea (1973) dir. Carlos Rinaldi
- Circe (1964) dir. Manuel Antín
- Fin de fiesta (1960) dir. Leopoldo Torre Nilsson

## Televisión
- Alta comedia (3 episodios, 1993-1994)
  -  Eva florecida (1994)
  -  La hija del relojero (1993)
  - La marca en el ovillo (1993)
- Atreverse (1991) Unitario
- La extraña dama (1989) Serie.... Monseñor Tredini
- Vendedoras de Lafayette (1988) Serie
- Coraje mamá (1985) Serie.... Juan Francisco
- Juan sin nombre (1982) Serie
- El Rafa (1980-1982) Serie
- Estación Terminal (1980) Serie
- Profesión, ama de casa (1979) Serie.... Patricio
- Juana rebelde (1978) Serie.... Grou
- Papá Corazón (1973) Serie
- La historia de Celia Piran (1972)
- Beto Rockefeller (1971) Serie.... Beto Rockefeller
- Jugar a morir (1969) Serie.... Federico
- Mis queridas mujercitas (1968)
- La posesa (1961) Serie.... Khonnon